# Bad Boys Blue
I Bad Boys Blue sono un gruppo dance pop formatosi in Germania nel 1984.
Il gruppo è conosciuto per brani come You're a Woman, Pretty Young Girl, I Wanna Hear Your Heartbeat e Come Back and Stay.

## Formazione
Membri attuali
- John McInerney (dal 1984)

Ex membri
- Andrew Thomas (1984-2005) - deceduto
- Trevor Taylor (1984-1989) - deceduto
- Trevor Bannister (1989-1993)
- Mo Russel (1995-1999)
- Kevin McCoy (2000-2003)
- Carlos Ferreira (2006-2011)
- Kenny Lewis (2011)

## Discografia
Album studio
- 1985: Hot Girls, Bad Boys
- 1986: Heartbeat
- 1987: Love Is No Crime
- 1988: My Blue World
- 1989: The Fifth
- 1990: Game of Love
- 1991: House of Silence
- 1992: Totally
- 1993: Kiss
- 1994: To Blue Horizons
- 1996: Bang Bang Bang
- 1998: Back
- 1999: ...Continued
- 1999: Follow the Light
- 2000: Tonite
- 2003: Around the World
- 2008: Heart & Soul
- 2020: Tears Turning To Ice

Raccolte (lista parziale)
- 1988: Bad Boys Best
- 1993: Bad Boys Blue
- 1994: You're a Woman